# Alessandro Tonelli
Alessandro Tonelli (Brescia, 29 de mayo de 1992) es un ciclista italiano que corre en el equipo Team Polti VisitMalta de categoría UCI ProTeam.

## Palmarés
2018
- 1 etapa del Tour de Croacia[2]

2024
- 1 etapa de la Vuelta a la Comunidad Valenciana

## Resultados en Grandes Vueltas
| Carrera | Carrera         | 2015 | 2016 | 2017 | 2018 | 2019 | 2020 | 2021 | 2022 | 2023 | 2024 | 2025 |
| ------- | --------------- | ---- | ---- | ---- | ---- | ---- | ---- | ---- | ---- | ---- | ---- | ---- |
|         | Giro de Italia  | —    | —    | —    | Ab.  | —    | 51.º | —    | 52.º | 42.º | 41.º | 48.º |
|         | Tour de Francia | —    | —    | —    | —    | —    | —    | —    | —    | —    | —    | —    |
|         | Vuelta a España | —    | —    | —    | —    | —    | —    | —    | —    | —    | —    | —    |

—: no participa

Ab.: abandono